# Centrul istoric Dej
Centrul istoric Dej este un ansamblu de monumente istorice aflat pe teritoriul municipiului Dej.